# Louis de Grandpré

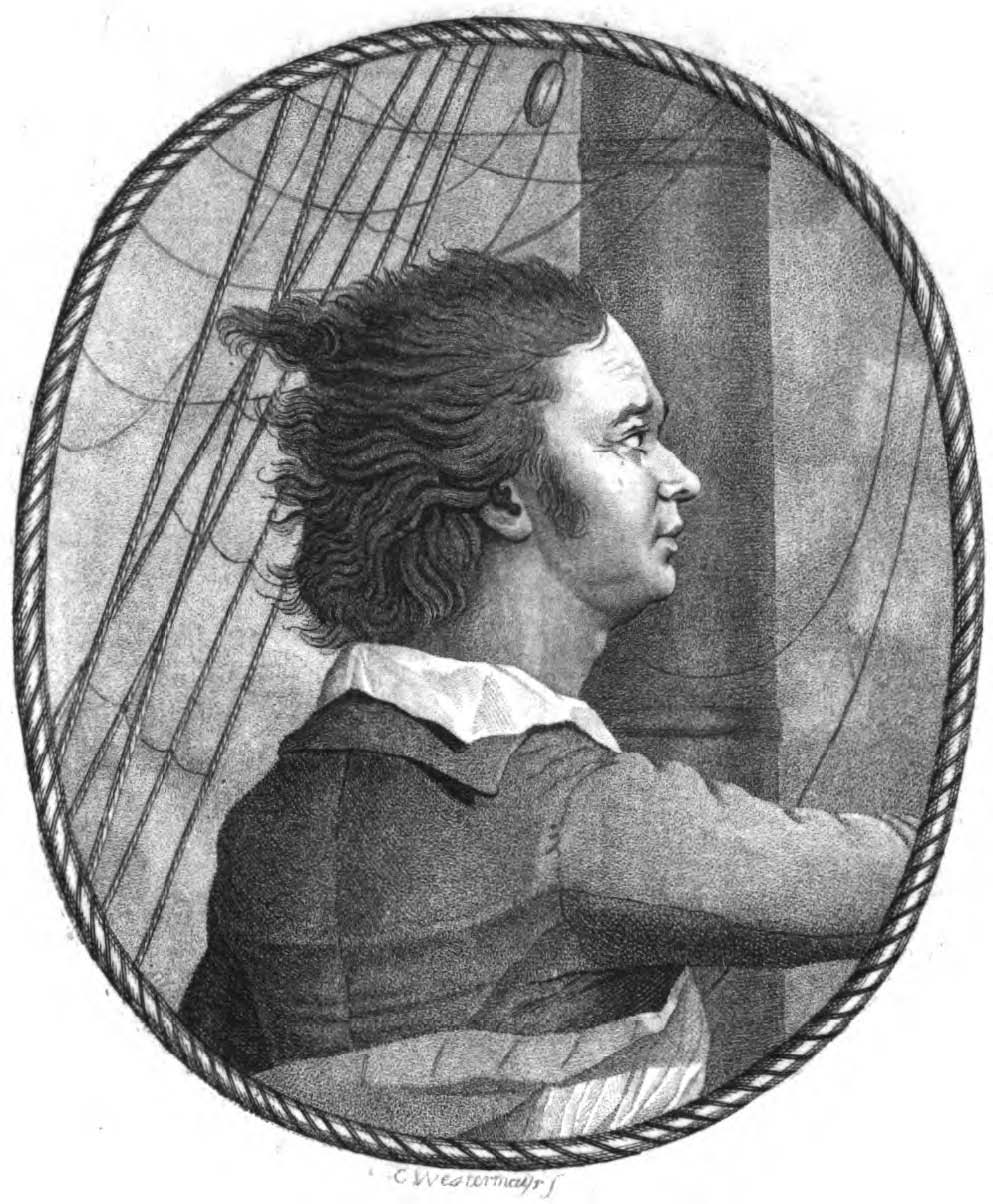
Louis Ohier de Grandpré
„Dieses von ihm selbst uns in der Original-Zeichnung günstigst mitgetheilte Portrait, stellt den Schiffskapitän De Grandpré in dem Augenblicke dar, in welchem er das Sprachrohr ergriff, um die Schiffs-Manövres selbst zu kommandieren, als sein Schiff im Ganges strandete.“ – F. J. Bertuch: A.G.E. XII. Bd. 2. St. 1803

Louis Marie Joseph Ohier de Grandpré (* 7. Mai 1761 in Saint-Malo; † 7. Januar 1846 in Paris) war ein und französischer Schiffskapitän und Naturforscher.

## Leben
Der Schiffskapitän Louis Marie Joseph Ohier de Grandpré, Ritter des Sankt-Ludwigs-Ordens, wurde am 7. Mai 1761 in Saint-Malo geboren. Seine Eltern waren Louis Athanase Ohier, Sklavenschiff-Kapitän mit irischer Abstammung, und Nicole Marie Louise Merven aus einer Familie aus dem Wallis.
Mit sechs Jahren kam er in die Schule in Rennes. Sein Interesse an der Seefahrt veranlasste ihn die Schule vorzeitig zu beenden und Matrose zu werden. Er bewährte sich im bald darauf folgenden Krieg mit England. Im März 1781 war er auf der Flotte des Vizeadmirals Pierre André de Suffren, die von Brest aus nach Indien auslief, um dort gegen die britische Flotte zu kämpfen.
Nach dem Friedensschluss von 1783 gaben ihm Reeder aus La Rochelle das Kommando über drei Schiffe für Fahrten an die westafrikanische Küste. Dabei handelte es sich wahrscheinlich um Transporte im Sklavenhandel. Am 29. November 1783 heiratete er Marie Thérèse Jehannot de Penquer (1762–1837) auf der Insel Mauritius.
1789 kaufte er in Bordeaux die Fregatte "La jeune Créole". Unter seinem Kommando und zusammen mit seiner Frau und einigen Familienmitgliedern fuhr er damit auf eine Reise nach Asien, während der er auch naturkundliche Beobachtungen machte. Als 1792 die Briten Puducherry, die französische Kolonie in Indien, besetzen, organisierte er die Flucht des französischen Gouverneurs. 1793/94 verbrachte er 10 Monate in Kapstadt in britischer Gefangenschaft. 1795 konnte er zur Marine zurückkehren. Als Royalist wurde er 1797 inhaftiert konnte aber mit Hilfe eines kräftigen Pferdes fliehen. 1801 wurde er in Temple in Paris gefangen gehalten aber bald wieder vom Polizeiminister Joseph Fouché entlassen.
In den folgenden Jahren widmete er sich den Wissenschaften und der Literatur. 1801 veröffentlichte er Bücher über seine Reisen nach Afrika und Asien. Er übersetzte Reiseberichte aus dem Englischen ins Französische von J. Barrow, J. Malham, M. Morritt und Taylor. Er veröffentlichte ein Wörterbuch der Seegeographie und ein Handbuch für Schlosser. Einige seiner Werke wurden übersetzt in Deutschland aufgelegt.
Er starb am 7. Januar 1846 in Paris.

## Werke (Auswahl)
- L. Degrandpré: Voyage à la côte occidentale d’Afrique fait dans les années 1786 et 1787. Suivi d’un Voyage fait au cap de Bonne-Espérance, contenant la description militaire de cette colonie. Band 1. Dentu, Paris 1801 (Volltext in der Google-Buchsuche).

- L. Degrandpré: Voyage à la côte occidentale d’Afrique fait dans les années 1786 et 1787. Contenant la description des moeurs, usages, lois, gouvernement et commerce des Etats du Congo, fréquentés par les Européens, et un précis de la traite des noirs, ainsi qu’elle avait lieu avant la Révolution française. Band 2. Dentu, Paris 1801 (Volltext in der Google-Buchsuche).

- Louis de Grandpré: Reise nach der westlichen Küste von Africa in den Jahren 1786 und 1787. Aus dem Französischen übersetzt und mit Anmerkungen versehen. Industrie-Comptoir, Weimar 1801, S. 120 (reader.digitale-sammlungen.de – französisch: Voyage à la côte occidentale d’Afrique fait dans les années 1786 et 1787. Übersetzt von Matthias Christian Sprengel).

- L. Degrandpré: Voyage dans l’Inde et au Bengale, fait dans les années 1789 et 1790. Contenant la description des îles Séchelles et de Trinquemalay, des détails sur le caractère et les arts industrieux des peuples de l’Inde, la description de quelques pratiques religieuses des habitans du Bengale: suivi d’un voyage fait dans la mer rouge, contenant la description de Moka, et du commerce des Arabes de l’Yémen; des détails sur leur caractère et leurs moeurs, etc. etc.; orné de belles gravures, et du plan de la Citadelle de Calcut. Band 1. Dentu, Paris 1801 (Volltext in der Google-Buchsuche).

- L. Degrandpré: Voyage dans l’Inde et au Bengale, fait dans les années 1789 et 1790. Contenant la description des îles Séchelles et de Trinquemalay, des détails sur le caractère et les arts industrieux des peuples de l’Inde, la description de quelques pratiques religieuses des habitans du Bengale: suivi d’un voyage fait dans la mer rouge, contenant la description de Moka, et du commerce des Arabes de l’Yémen; des détails sur leur caractère et leurs moeurs, etc. etc.; orné de belles gravures, et du plan de la Citadelle de Calcut. Band 2. Dentu, Paris 1801 (Volltext in der Google-Buchsuche).
- John Barrow, L. Degrandpré: Voyage dans la partie méridionale de l’Afrique: fait dans les années 1797 et 1798. Contenant des observations sur la géologie, la géographie, l’hist. naturelle de ce continent. Band 1. Dentu, Paris 1801 (Volltext in der Google-Buchsuche – englisch: An account of travels into the interior of Southern Africa. Übersetzt von L. Degrandpré).

- John Barrow, L. Degrandpré: Voyage dans la partie méridionale de l'Afrique: fait dans les années 1797 et 1798. contenant des observations sur la géologie, la géographie, l'hist. naturelle de ce continent. Band 2. Dentu, Paris 1801 (Volltext in der Google-Buchsuche – englisch: An account of travels into the interior of Southern Africa. Übersetzt von L. Degrandpré).

- Jean-Baptiste Le Chevalier, John Bacon Sawrey Morritt: Voyage de M. Morritt dans la Troade. In: Voyage de la Troade, fait dans les années 1785 et 1786. 3 Bände. Dentu, Paris 1802 (Volltext in der Google-Buchsuche – aus dem Englischen übersetzt von Louis de Grandpré).

- L. de Grandpré, John Malham: Dictionnaire universel de geographie maritime. ou description exacte de tous les ports, havres, rades, baies golfes et cotes du monde connu. Band 1. Imprimerie de Marchant, Paris 1803, S. 525 (englisch, Volltext in der Google-Buchsuche).

- L. de Grandpré, John Malham: Dictionnaire universel de geographie maritime. Ou description exacte de tous les ports, havres, rades, baies golfes et cotes du monde connu. Band 2. Imprimerie de Marchant, Paris 1803, S. 479 (englisch, Volltext in der Google-Buchsuche).

- L. de Grandpré, John Malham: Dictionnaire universel de geographie maritime. Ou description exacte de tous les ports, havres, rades, baies golfes et cotes du monde connu. Band 3. Imprimerie de Marchant, Paris 1803 (englisch, Volltext in der Google-Buchsuche).

- B. Degrandpré: Reise nach Indien und Arabien in den Jahren 1789 und 1790. unternommen von B. Degrandpré, Französischem Marine-Offizier. Myliussische Buchhandlung, Berlin und Hamburg 1803, OCLC 312168163 (französisch, Volltext in der Google-Buchsuche).

- John Taylor, L. de Grandpré: Voyage Dans l’Inde. Au Travers du Grand Désert. Band 1. Imprimerie de Marchant, Paris 1803 (Volltext in der Google-Buchsuche – englisch: Travels from England to India. Übersetzt von L. de Grandpré).

- John Taylor, L. de Grandpré: Voyage Dans l’Inde. Au Travers du Grand Désert. Band 2. Imprimerie de Marchant, Paris 1803 (Volltext in der Google-Buchsuche – englisch: Travels from England to India. Übersetzt von L. de Grandpré).

- Compte de Grandpré: Carnac. Dissertation sur le camp de César et sur la bataille navale entre les Romains et les Venètes. In: Société royale des antiquaires de France (Hrsg.): Memoires et dissertations sur les antiquites nationales et etrangeres. Band 2. Chez J. Smith, Paris 1820 (französisch, Volltext in der Google-Buchsuche).

- Louis Marie Joseph, Compte O’Hier de Grandpré: Abrégé élémentaire de géographie physique. Fermin Didot, Père e fils, Paris 1825 (französisch, Volltext in der Google-Buchsuche).

- Compte O’-Hier de Grandpré: Répertoire polyglotte de la marine. À l’usage des navigateurs et des armateurs. Band 1. Librairie scientifique-industrielle de Malher et Cie, Paris 1829 (französisch, Volltext in der Google-Buchsuche).

- Compte O’-Hier de Grandpré: Répertoire polyglotte de la marine. À l’usage des navigateurs et des armateurs. Band 2. Librairie scientifique-industrielle de Malher et Cie, Paris 1829 (französisch, Volltext in der Google-Buchsuche).

- Compte de Grandpré: Manuel théorique et pratique du serrurier. Traité complet et simplifié de cet art. 2. Auflage. Librairie encyclopédique de Roret, Paris 1830 (französisch, Volltext in der Google-Buchsuche).

- Grandpré: Der Schlossermeister. Theoretisch praktisches Handbuch der Schlosserkunst. In: Carl Hartmann (Hrsg.): Neuer Schauplatz der Künste und Handwerke. Grandpré’s Schlosserkunst. 5. Auflage. Band 50. Bernhard Friedrich Voigt, Weimar 1850, OCLC 754594054 (französisch, Volltext in der Google-Buchsuche).